# Vrhovci (Słowenia)
Vrhovci – wieś w Słowenii, w gminie Črnomelj. W 2018 roku liczyła 55 mieszkańców.